# Haulies
Haulies település Franciaországban, Gers megyében. Lakosainak száma 152 fő (2022. január 1.). Haulies Pessan, Auterive, Boucagnères, Castelnau-Barbarens, Lartigue és Traversères községekkel határos.

## Népesség
A település népességének változása:
| Lakosok száma | 70   | 59   | 76   | 99   | 166  | 160  | 165  | 168  | 163  | 152  |
|               | 1968 | 1982 | 1990 | 2006 | 2013 | 2015 | 2017 | 2019 | 2020 | 2022 |